# Kraina australijska

Zasięg krainy australijskiej

Kraina australijska – kraina zoogeograficzna obejmująca obszar Australii, Tasmanii, Moluków, Nowej Gwinei, Nowej Zelandii i większości wysp Oceanu Spokojnego. W systemie państw zwierzęcych zalicza się do państwa Notogea.
Większa część obszaru należy do strefy klimatów zwrotnikowych, jedynie na południowych krańcach występuje klimat umiarkowany. Głównymi formacjami roślinnymi są: stepy i pustynie (w centralnej części Australii), zarośla wiecznie zielone (w południowej), sawanna i las równikowy (w północnej). Wschodni skraj Australii i Nowa Zelandia są pokryte lasami liściastymi.
Kraina australijska charakteryzuje się fauną o dużej odmienności od innych regionów świata, przede wszystkim obecnością torbaczy i stekowców przy niewielkim udziale łożyskowców (poza nietoperzami, niektórymi gryzoniami i gatunkami introdukowanymi przez człowieka).
Najbardziej charakterystyczne rodziny i gatunki zwierząt:
- ssaki – torbacze: kangurowate, pałankowate, wombatowate, koalowate i inne, oraz stekowce: dziobak i kolczatkowate (gatunki endemiczne).
- ptaki – 13 rodzin endemicznych, m.in. emu, kazuary, kiwi, kagu, kakadu, cudowronki i miodojady.
- gady – krokodyle, waranowate (m.in. jedna z największych współcześnie żyjących jaszczurek – waran wielki).[1]